# 天宮計画

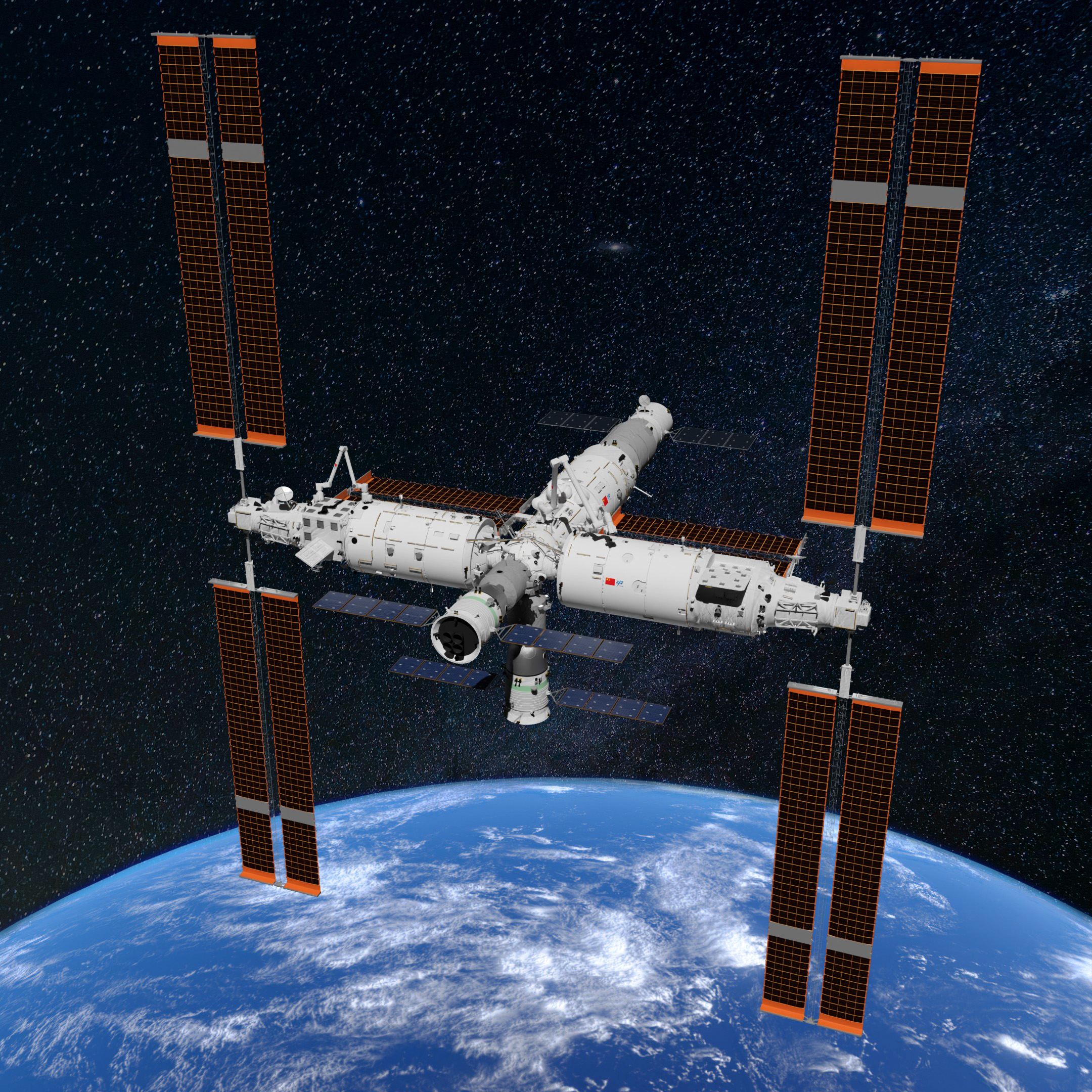
完成形の宇宙ステーション (CG)

天宮計画（てんきゅうけいかく）では、中華人民共和国が進める宇宙ステーション計画について記述する。天宮（てんきゅう、拼音: Tiangong）は天帝の住む宮殿に由来する名称で、中国は独自の宇宙ステーション計画として2011年の天宮1号、2016年の天宮2号の2機の試験機の後、2022年に完成形となる中国宇宙ステーションを建設した。

## 背景
中国は2003年に神舟5号によって有人宇宙飛行を、2008年には神舟7号によって宇宙遊泳を成功させた。次いで、かつてのアメリカのスカイラブ計画、ソ連のサリュート計画と同様に中国独自の宇宙ステーション保有を目指すようになった。
しかし本格的な宇宙ステーションの実現にはまだ技術的な課題が多かった。中国は2008年までに有人宇宙船および船外活動技術を実現しているが、加えて大型打ち上げロケットの開発、宇宙船同士のランデブー・ドッキング技術、物質の循環を伴う長期運用可能な生命維持システム、そして物資の補給船といった技術の習得が不可欠であった。中国はこれらを10年の歳月をかけ、小規模の試験機を通じて1つずつ技術を蓄積していく道を選んだ。

## 沿革
2011年に9月より試験機の打ち上げを始め、2022年に完成形となる宇宙ステーションの建設を完了した。打ち上げには新規開発の長征5号が使われているが、開発遅延により長征5号の運用は2016年から始まった。試験機である天宮1号の打ち上げには長征2号FT1ロケットが、天宮2号の打ち上げには長征2号FT2が使われた。

### 天宮1号

天宮1号

最初の試験機である天宮1号は2011年9月29日に打ち上げられた。天宮1号は宇宙実験室のひな形及びドッキング試験宇宙船で、ドッキング技術の習得が目的として上げられた。無人の神舟8号の自動ドッキング、ならびに有人の神舟9号と神舟10号による手動・自動ドッキングが行われ、いずれも成功した。
実験装置室と物資保管室を持っており、宇宙飛行士が搭乗している神舟9号・10号では、実際に宇宙飛行士が「天宮」へと移動し、研究実験も行われた。ただし、宇宙飛行士が滞在できる期間はそれほど長くはなく、重量は8.5トンという、宇宙ステーションとしては小型の試験機であった。
2016年3月16日からは制御不能状態にあり、2018年4月2日に南太平洋に落下した。

### 天宮2号

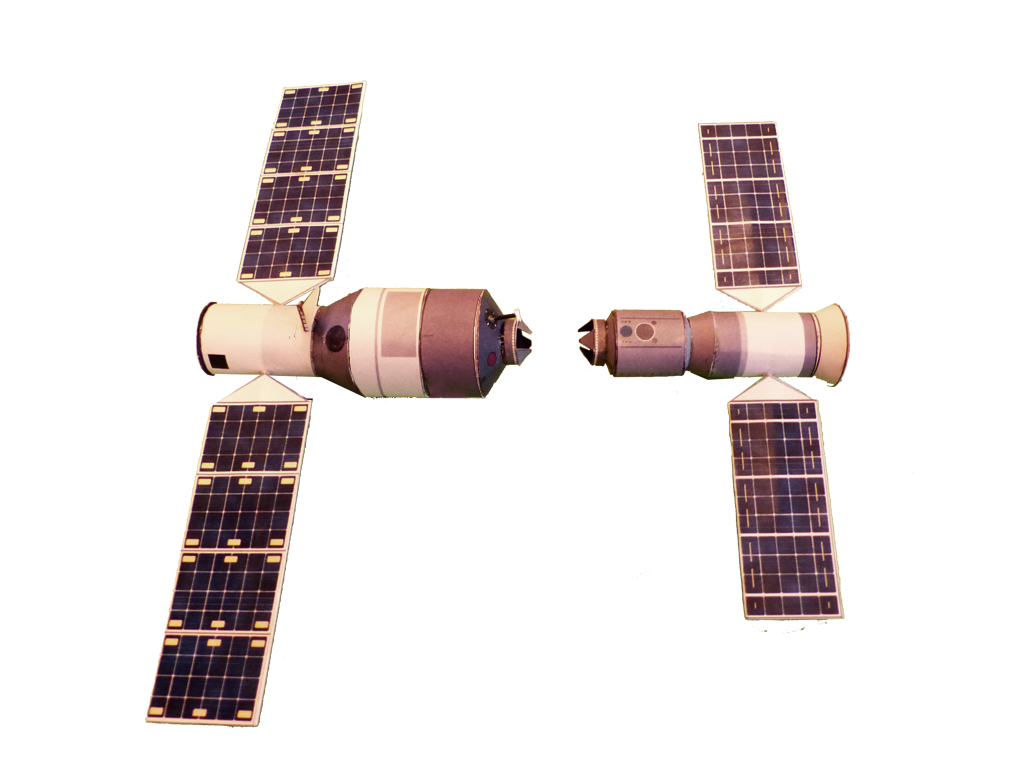
天宮2号（左）と神舟11号（右）

天宮2号は2016年9月15日に打ち上げられた。当初、天宮2号は1号の予備機として作られていた同型機を打ち上げる計画で、長征2Fロケットで2014年に打上げが予定されていた。後に、長征5号ロケットで2016年に打ち上げられることになり、1号より一回り大きい、後述の天宮3号に相当する22トン級の試験機を打ち上げる計画となった。しかし、最終的に打ち上げには長征2号FT2が使われることになり、2号自体も1号をベースに改良製造された8.6トン級宇宙ステーション試験機へと戻された。
ドッキング標的機だった天宮1号に対し、こちらは「宇宙実験室」と位置付けられる。サイズこそあまり変わらないものの、天宮1号に比べて様々な実験が行えるように改良されており、輸送・補修用に10ｍクラスのロボットアームが新たに取り付けられている。滞在も最長1か月程度は可能とされている。2016年10月18日には神舟11号がドッキングし、有人運用が始まった。同年11月16日に神舟11号が切り離され、有人運用を終了した。以後は有人での運用は行われなかった。
次いで、約6トンの物資と約2トンの燃料の補給能力も持つ無人補給船天舟1号が2017年4月20日に打上げられ、2日後の22日にドッキング試験が無人で行われた。この天舟1号は天宮1号をベースに開発された準同型機である。天舟1号によるドッキング試験は同年9月まで3回行われた。
天宮1号とは異なり、天宮2号の再突入は計画的に行われた。同機は2019年7月19日に南太平洋に制御落下に成功した。

### 天宮3号
さらなる試験機として天宮3号も計画されていた。2016年以降に新型ロケットで拡大型宇宙ステーション試験機を打ち上げる計画であった。一時そのコンセプトは天宮2号に繰り上げて実現される見通しになったが、最終的にその計画は取り止めとなり、一方で天宮3号も復活することがないまま、後述の完成型の宇宙ステーションの打ち上げとなった。

### 中国宇宙ステーション

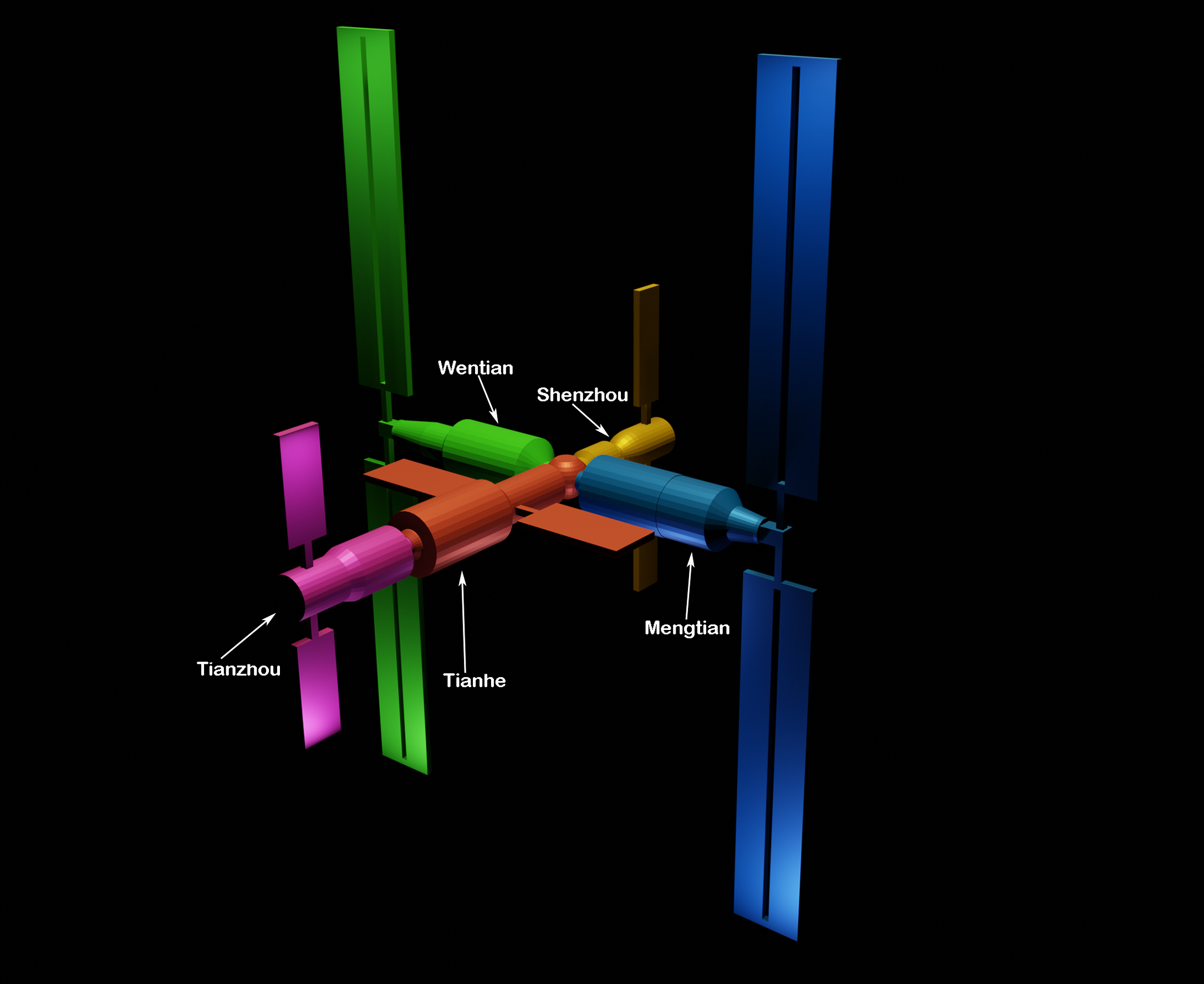
中国宇宙ステーション構想図

中国宇宙ステーションまたは天宮は2021年に打ち上げ開始された宇宙ステーション。試験機ではなく、旧ソ連のミールに匹敵するサイズの完成した宇宙ステーションと位置づけられている。コアモジュール「天和」、2つの実験モジュール「問天」と「夢天」、無人補給船「天舟」といった構成要素からなる。打ち上げには長征5号B型ロケットが用いられる。計画当初は天宮の名称で呼ばれていたが、2021年現在の公式発表などでは単に中国宇宙ステーションと呼ばれている。
2021年4月29日に最初のモジュールである天和が長征5Bで打ち上げられた。翌月の5月30日には補給船天舟2号がドッキングに成功した。6月17日には神舟12号もドッキングし、有人運用が開始されている。2022年10月には最後のモジュールが打ち上げられ、2022年11月30日にドッキングした神舟15号のミッションによる検証や調整をもって2022年12月に建設が完了した。
天宮は国際宇宙ステーションと同程度の軌道高度で、質量は約五分の一である。